# Bernward Vesper

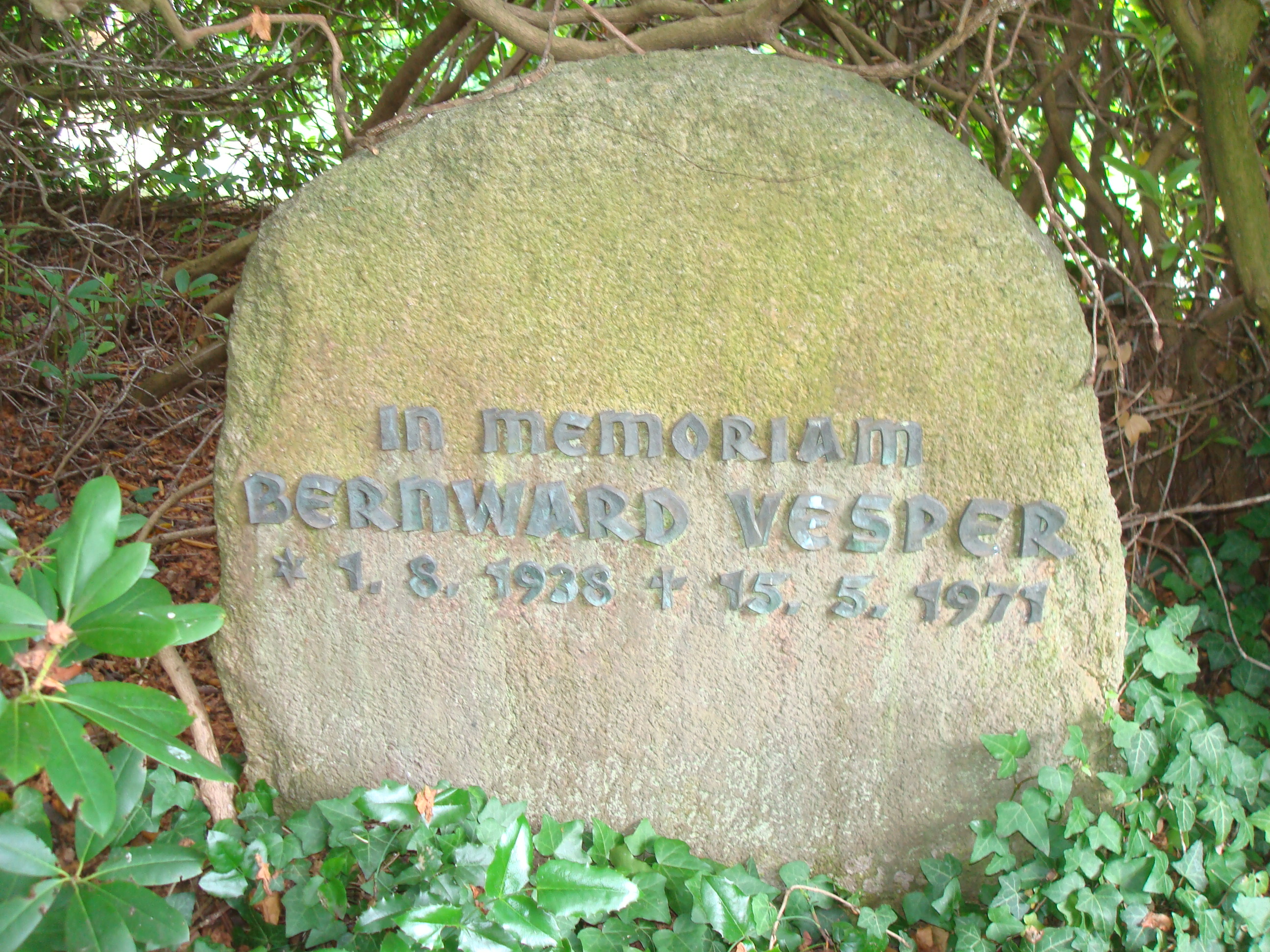
Gedenkstein für Bernward Vesper auf dem ehemaligen Gutshof Triangel in Niedersachsen

Bernward Vesper (* 1. August 1938 in Frankfurt (Oder); † 15. Mai 1971 in Hamburg) war ein deutscher Verleger und Schriftsteller. Er war zeitweilig Lebensgefährte der späteren RAF-Terroristin Gudrun Ensslin und ist der Vater des Regisseurs und Hochschullehrers Felix Ensslin.

## Leben und Wirken
Bernward Vesper wurde in Frankfurt an der Oder als sechstes Kind des völkischen Dichters Wilhelm, genannt Will Vesper (1882–1962), und als viertes Kind von Rose Savrada, verwitwete Rimpau, geboren.

„Ein Gewitter ging nieder über dem Oderbruch, als ich am Nachmittag des 1. 8. 1938 in der Privatklinik des Dozenten Dr. Hans Dege und seiner Frau Dr. Marie Joachimi-Dege in Frankfurt an der Oder geboren wurde, einige Wochen nach der Heirat meiner Eltern, […] als zweites Kind ihrer Beziehung.“

Ludwig Arnold Rimpau, den Bernward Vesper in seinem autobiographischen Romanessay Die Reise mit Hans Rimpau (1854–1919) verwechselt, starb 1936. Er hinterließ seiner Witwe das Gut Triangel am Südrand der Lüneburger Heide im Landkreis Gifhorn, das Will Vesper mit seiner Familie beziehen konnte. Auf dem Gut lebten auch noch zwei Töchter Rose Vespers aus ihrer ersten Ehe. Wesentliche Teile seines autobiographischen Werkes Die Reise (siehe unten) berichten von Kindheit, Schulzeit und Jugend im seiner Ansicht nach nur scheinbar idyllischen Gifhorn der 1950er Jahre sowie vom Leiden an seinem autoritären Elternhaus im Dorf Triangel.
1959 legte Bernward Vesper am Otto-Hahn-Gymnasium in Gifhorn das Abitur ab. Von 1959 bis 1961 absolvierte er eine Lehre als Verlagsbuchhändler bei der Westermann Druck- und Verlagsgruppe in Braunschweig. Anschließend nahm er an der Universität Tübingen das Studium der Geschichte, Germanistik und Soziologie, unter anderen bei Walter Jens und Ralf Dahrendorf, auf. Während des Studiums war er zeitweise Mitglied der Studentenverbindung Tübinger Königsgesellschaft Roigel (1962 ausgetreten). Später wechselte er mit seiner damaligen Lebensgefährtin Gudrun Ensslin an die FU Berlin. 1962 erhielt er ein Stipendium der Studienstiftung des deutschen Volkes. Er beabsichtigte, bei Ralf Dahrendorf zu promovieren.
1963 gründete er zusammen mit Gudrun Ensslin den Kleinverlag Studio Neue Literatur, in dem nur einige wenige Bücher erschienen, ein Gedichtband des spanischen Schriftstellers Gerardo Diego sowie ein von ihm selbst herausgegebenes Buch mit dem Titel Gegen den Tod (Stimmen deutscher Schriftsteller gegen die Atombombe). Von der nach dem Tod seines Vaters geplanten Will-Vesper-Gesamtausgabe, die Gudrun Ensslin in einer Rezension für die Zeitung „Das deutsche Wort“ im September 1963 zur „Aufgabe für das nationale Deutschland“ erklärte, erschien letztlich nur ein Band.
1965 arbeitete Vesper in West-Berlin im Wahlkontor deutscher Schriftsteller als Redenschreiber für Willy Brandt und Karl Schiller. Aus Protest gegen die Notstandsgesetzgebung verließ er das Wahlkontor später wieder. 1966 begründete er die Voltaire-Flugschriften und 1968 die Edition Voltaire sowie die Voltaire-Handbücher. Am 13. Mai 1967 wurde sein Sohn Felix in Berlin-Charlottenburg geboren. Die Beziehung mit Ensslin endete jedoch, als diese Andreas Baader kennenlernte und im Februar 1968 Vesper verließ.
1969 begann Vesper den Romanessay Die Reise, den er aber nicht mehr vollenden konnte. In dem autobiographischen Fragment, das erst 1977 posthum veröffentlicht wurde, thematisiert und reflektiert Vesper das Verhältnis zu seinem Vater, seine eigene radikale politische Überzeugung, seinen Schreibprozess an der „Reise“ sowie seine Erfahrungen mit Drogen. Es gilt als einflussreiche Darstellung der 68er-Generation und bedeutendes Zeitdokument.
1971 wurde Vesper in die Psychiatrie Haar bei München eingewiesen und anschließend in die Psychiatrie des Universitätsklinikums Hamburg-Eppendorf verlegt, wo er sich am 15. Mai 1971 mit einer Überdosis Schlaftabletten das Leben nahm.

## Rezeption
Vespers Roman wurde im Jahr 1986 vom Schweizer Regisseur Markus Imhoof mit den Hauptdarstellern Markus Boysen, Will Quadflieg, Corinna Kirchhoff und Claude-Oliver Rudolph unter dem Titel Die Reise verfilmt. Die Funkfassung der Reise wurde 2003 mit dem Hörspielpreis der Akademie der Künste ausgezeichnet. 2011 folgte Andres Veiels Spielfilm Wer wenn nicht wir, der sich auf Gerd Koenens Biografie Vesper, Ensslin, Baader stützt und mit August Diehl (als Bernward Vesper), Lena Lauzemis (Ensslin) und Alexander Fehling (Baader) verfilmt wurde.

## Werke
- Die Reise. Romanessay. Nach dem unvollendeten Manuskript herausgegeben und mit einer Editions-Chronologie versehen von Jörg Schröder. März, Frankfurt 1977; Rowohlt Taschenbuch, Reinbek bei Hamburg 1983.
- Ergänzungen zu Die Reise. Romanessay. Aus der Ausgabe letzter Hand. Nach dem unvollendeten Manuskript herausgegeben von Jörg Schröder. März, Frankfurt Main 1979.
- mit Gudrun Ensslin: „Notstandsgesetze von Deiner Hand“. Briefe. 1968–1969. Herausgegeben von Caroline Harmsen, Ulrike Seyer und Johannes Ullmaier. Mit einer Nachbemerkung von Felix Ensslin. Suhrkamp, Frankfurt am Main 2009.